# Contea di River Gee
La contea di River Gee è una delle 15 contee della Liberia. Il capoluogo è Fish Town.
La contea è una delle più recenti del paese, essendo stata istituita nel 2000 con parte del territorio della contea di Grand Gedeh.

## Geografia antropica

### Suddivisioni amministrative
La contea è divisa in 10 distretti:
- Chedepo
- Gbeapo
- Glaro
- Karforh
- Nanee
- Nyenawliken
- Nyenebo
- Potupo
- Sarbo
- Tuobo